# Yaa Ntiamoa Baidu
Yaa Ntiamoa-Badu (* Januar 1951 in Ghana) ist eine ghanaische Zoologin und Hochschullehrerin. Sie ist emeritierte Professorin an der University of Ghana, wo sie die erste Prosessorin für Zoologie war. 2017 wurde sie zur Vorstandsvorsitzenden der Millennium Challenge Account of Ghana ernannt.

## Leben und Werk
Ntiamoah Badu besuchte die St. Monica's Senior High School und anschließend die Konongo Odumase Senior High School für das A-Level. Sie studierte von 1970 bis 1975 an der University of Ghana, wo sie einen Bachelor Abschluss in Zoologie erhielt. 1980 promovierte sie an der Universität von Edinburgh. 
Sie wurde stellvertretende Wildhüterin und stellvertretende Abteilungsleiterin der Forschungsabteilung im ehemaligen Ghana Game & Wildlife Department, von wo sie 1985 als Dozentin an die University of Ghana wechselte. 2003 wurde sie zur Professorin für Zoologie ernannt und hatte verschiedene Verwaltungspositionen an der Universität inne, darunter Prorektorin für Forschung, Innovation und Entwicklung, Dekanin der Fakultät für Forschung und Graduiertenstudien und Leiterin der Zoologieabteilung. Bis zu ihrer Pensionierung 2011 war sie Pro-Vizekanzlerin der Universität von Ghana. Sie ist Mitglied der New Patriotic Party of Ghana.
Während ihres Studiums war sie Direktorin des Centre for African Wetlands und des Programms University of Ghana Carnegie Next Generation Of Academics in Africa.
Ihre internationale Erfahrung umfasst Tätigkeiten von 1998 bis 2000 als Direktorin des WWF International Afrika- und Madagaskar-Programms mit Sitz in der Schweiz, von 2010 bis 2019 Beraterin für Biodiversitätsfragen im Corporate Responsibility Forum von BHP Billiton, fast ein Jahrzehnt lang Mitglied des Rates von BirdLife International und Vizepräsidentin für Afrika bis 2012, von 1993 bis 1999 Mitglied und später Vorsitzende des wissenschaftlich-technischen Überprüfungsgremiums der Ramsar-Konvention. Sie war eine der fünf ausgewählten afrikanischen Umweltexperten, die 1998 den damaligen Präsidenten der Vereinigten Staaten, Bill Clinton, trafen und 2005 Sprecherin für Umwelt und Biodiversität bei den Anhörungen der Zivilgesellschaft des Weltgipfels in New York City.
Zu ihren zahlreichen Beiträgen zum Umwelt- und Naturschutz zählen die Gründung der Ghana Wildlife Society und des Centre for Biodiversity Conservation Research (ehemals Centre for African Wetlands).
Im März 2017 ernannte Präsident Nana Akufo-Addo sie zur Vorsitzenden des vierzehnköpfigen Vorstands der Millennium Development Authority (MiDA). Am 13. März 2017 wurde sie zusammen mit den anderen Vorstandsmitgliedern vereidigt. Der Präsident beauftragte sie mit der Leitung der Vorstandsaktivitäten, um sicherzustellen, dass der eigentliche Zweck des zweiten Compact-Abkommens zwischen der Regierung Ghanas und der Millennium Challenge Corporation der Vereinigten Staaten rechtzeitig erreicht wird. Der neue Vorstand sollte die erfolgreiche Umsetzung des Energiepakts überwachen, dessen Schwerpunkt auf dem Ausbau und der Stabilisierung der Stromversorgung des Landes lag.
Sie gehörte zum Herausgebergremium des Oryx (The International Journal of Conservation).

## Auszeichnungen und Ehrungen (Auswahl)
- 1995: Medaille der Royal Society for the Protection of Birds
- 1996: Orden der Goldenen Arche
- 2005: Mitglied der Ghana Academy of Arts and Sciences
- 2010: Auszeichnung für verdienstvolle Leistungen, Universität von Ghana
- 2015: Women of Excellence Award[7]

## Veröffentlichungen (Auswahl)
- Wildlife and Food Secuity in Africa (Fao Conservation Guides). Food & Agriculture Organization of the United Nations (FAO), 1998, ISBN 978-9251041031.